# Đá Tây
Đá Tây (tiếng Anh: West London Reef; tiếng Filipino: Kanlurang Quezon; tiếng Trung: 西礁; bính âm: Xī Jiāo, Hán-Việt: Tây tiêu) là một rạn san hô vòng thuộc cụm Trường Sa của quần đảo Trường Sa. Đá Tây cùng với đá Đông, đá Châu Viên và rạn san hô chứa đảo Trường Sa Đông hợp thành cụm đá ngầm mà các nhà hàng hải quốc tế gọi là cụm rạn Luân Đôn (London Reefs). Đá Tây nằm cách đảo Trường Sa 19,5 hải lý (36 km) về phía đông bắc.
Đá Tây là đối tượng tranh chấp giữa Việt Nam, Đài Loan, Philippines và Trung Quốc. Hiện Việt Nam đang quản lý rạn vòng này như một phần của thị trấn Trường Sa, huyện Trường Sa, tỉnh Khánh Hòa.

## Đặc điểm
Bản đồ hành chính đều thể hiện danh từ riêng là Tây còn danh từ chung để mô tả thực thể là đá (rạn san hô). Về bản chất địa lý, đá Tây không phải là một đảo mà là rạn san hô vòng.
Rạn san hô Đá Tây có dạng hình quả trám nằm theo trục đông bắc-tây nam, dài khoảng 9 km, rộng tối đa 5,5 km. Các lạch nước phân chia vành san hô của rạn vòng này thành bốn phần riêng biệt. Một doi cát nổi lên với độ cao tối đa là 0,7 m ở bãi san hô phía đông.

### Công trình nhân tạo
Hải quân Việt Nam đã đóng quân tại 3 điểm trên Đá Tây, được đặt tên là Đảo Đá Tây A, B, C, có tọa độ địa lý là (trong ngoặc là tọa độ ghi trên bia chủ quyền):
- Đảo Đá Tây A (tiếng Trung: 西礁东岛, bính âm: Xījiāo Dōngdǎo[5], Hán-Việt: Tây Tiêu Đông đảo): 8°52′0″B 112°15′25″Đ / 8,86667°B 112,25694°Đ (8°52′0″B 112°15′25″Đ / 8,86667°B 112,25694°Đ), là đảo nhân tạo có diện tích đất nổi đáng kể nằm vế phía tây bắc của bãi san hô đá Tây, được bồi đắp mở rộng trong giai đoạn 2012-2016. Theo như Trung tâm Nghiên cứu Quốc tế và Chiến lược (CSIS, Hoa Kỳ) thì Việt Nam đã cải tạo 28,5 hectare gồm đất lấn biển và nền san hô được nạo vét làm âu tàu[6]. Diện tích đất nổi hiện tại của đảo này vào khoảng 11 hectare.
- Đảo Đá Tây B (tiếng Trung: 西礁西岛, bính âm: Xījiāo Xīdǎo[5], Hán-Việt: Tây Tiêu Tây đảo): 8°50′43″B 112°11′46″Đ / 8,84528°B 112,19611°Đ (8°54′2″B 113°13′20″Đ / 8,90056°B 113,22222°Đ), nằm về phía tây nam của bãi san hô, gồm 2 nhà lâu và một nhà văn hóa đa năng (hoàn thành vào tháng 1 năm 2013[7]) nối với nhau bằng cầu bề tông. Nằm cạnh đó về phía tây là Hải đăng Đá Tây được xây dựng năm 1994[8] (có tọa độ địa lý ghi tại hải đăng này là 8°50′41″B 112°11′42″Đ / 8,84472°B 112,195°Đ).
- Đảo Đá Tây C: 8°52′32″B 112°13′50″Đ / 8,87556°B 112,23056°Đ (8°52′0″B 112°21′0″Đ / 8,86667°B 112,35°Đ)  nằm về phía bắc của  của bãi san hô, gồm một nhà lâu nối với một nhà văn hóa đa năng.

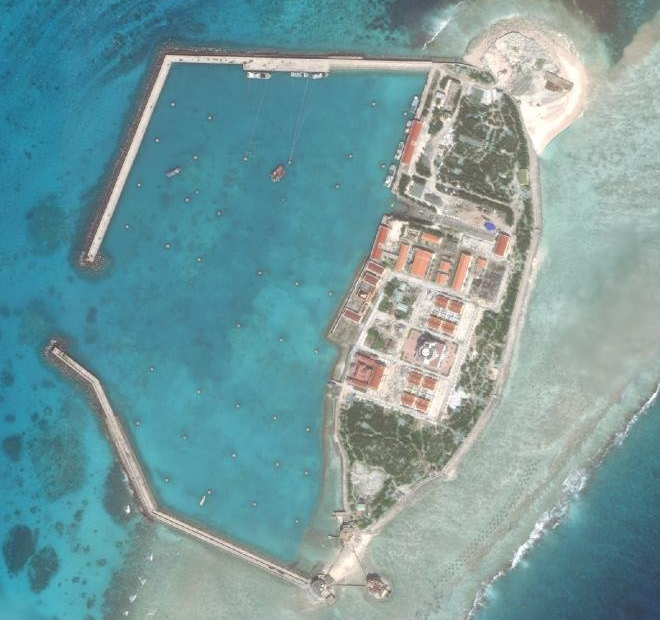
Đá Tây A
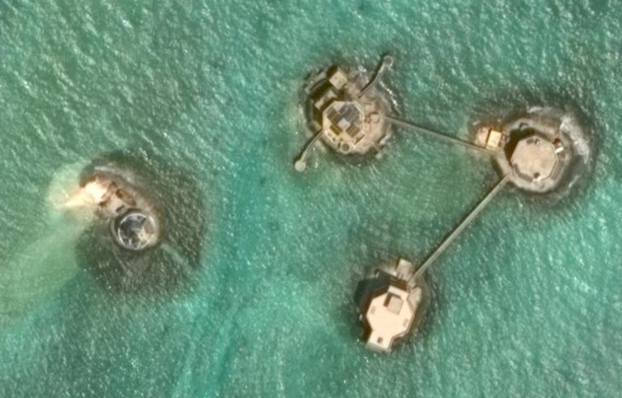
Đá Tây B (phải) và Hải đăng Đá Tây (trái)
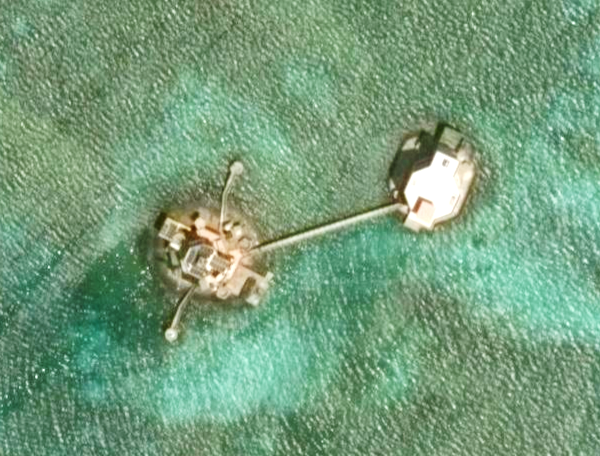
Đá Tây C

Tháng 6 năm 2025, Việt Nam bắt đầu hoạt động bồi đắp mở rộng các điểm Đá Tây B và C.

## Môi trường và cơ sở hạ tầng

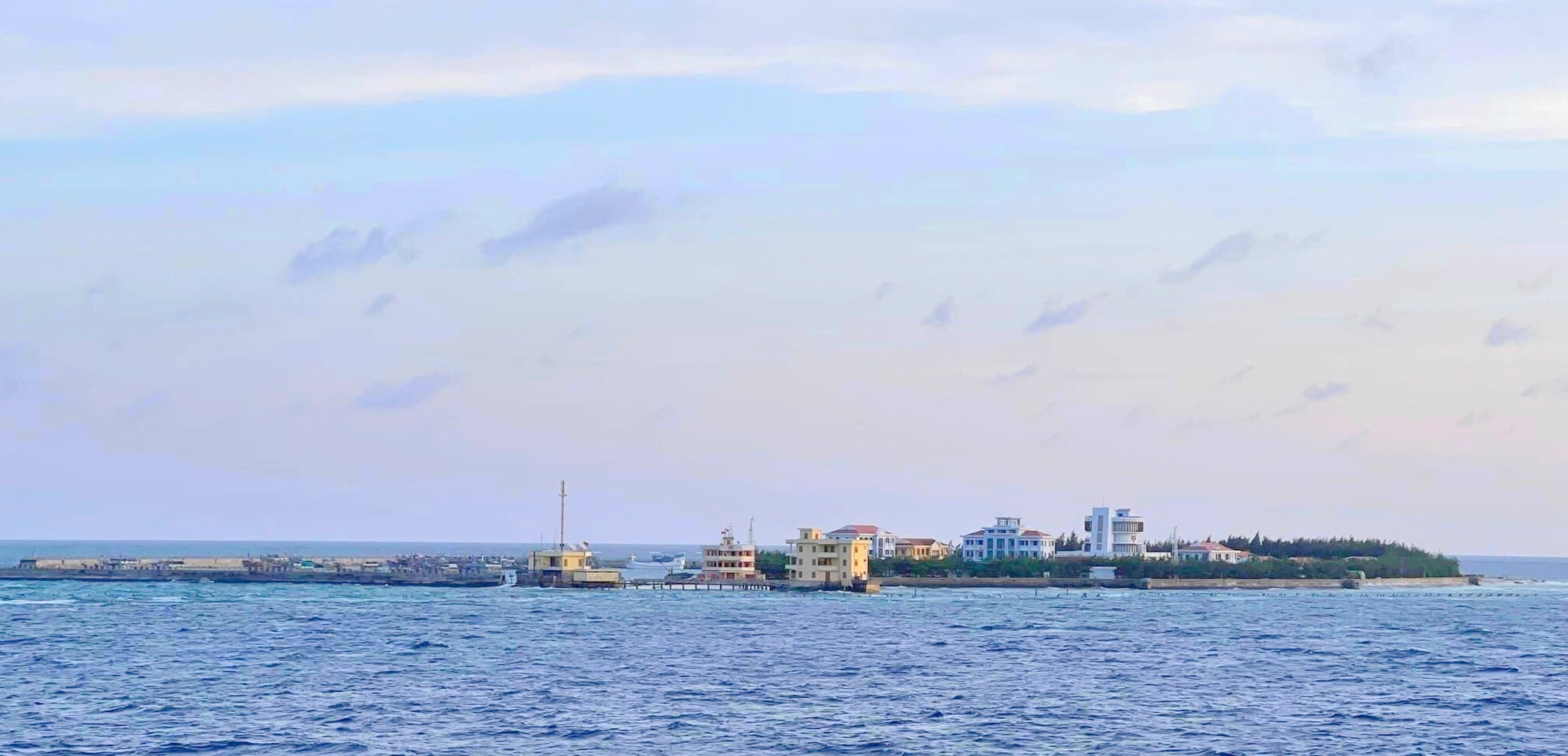
Toàn cảnh đảo Đá Tây A (nhìn từ phía đông nam)

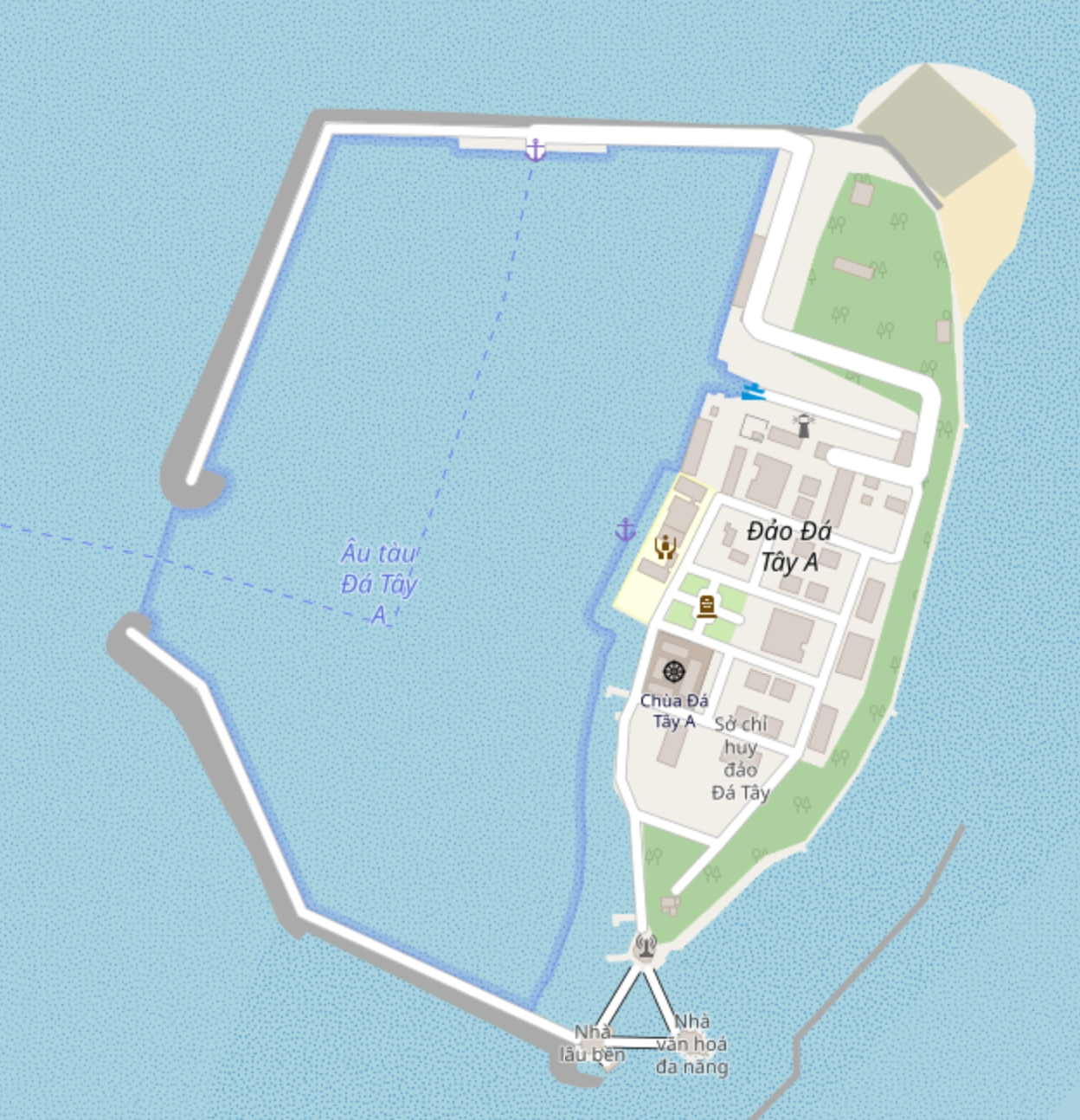
Bản đồ đảo Đá Tây A

Đảo Đá Tây A là đảo chìm mới được tôn tạo và bồi đắp thành đảo nổi, phần nổi hiện nay hoàn toàn là xác san hô được lấy từ phần đào để làm âu tàu, đặc điểm là cát san hô bị nhiễm mặn. Rau xanh trên đảo được trồng trong các nhà màng. Có bể ngầm ngay dưới nền nhà màng để thu gom toàn bộ nước mưa tại các mái nhà và đường bê tông để dự trữ phục vụ cho tưới rau và chăn nuôi. Cây xanh trên đảo được trồng chủ yếu là bàng vuông, phi lao. Dân trên đảo còn trồng và thu hoạch được dưa hấu.
Đảo Đá Tây A có âu tàu rộng khoảng 16.5 ha có thể chứa được khoảng 200 tàu cá tránh trú bão an toàn.
Bên cạnh đó còn có khu dịch vụ hậu cần nghề cá, tổ hợp nuôi trồng thủy sản thí điểm (thuộc Công ty Trách nhiệm hữu hạn một thành viên dịch vụ khai thác thủy sản Biển Đông, Bộ Nông nghiệp và Phát triển Nông thôn) và một siêu thị cung ứng đầy đủ các mặt hàng thiết yếu cho ngư dân từ lương thực, thực phẩm đến nhu yếu phẩm. Ngoài ra đảo còn có 2 nhà tránh trú bão với sức chứa 2.000 người.
Trên đảo Đá Tây A có "Nhà Đại đoàn kết các Dân tộc Việt Nam" được xây dựng vào năm 2019. Tháng 6 năm 2022, chùa Đá Tây A được Giáo hội Phật giáo Việt Nam khánh thành trên đảo.
Trường tiểu học Đá Tây tiếp nhận các học sinh từ mẫu giáo đến lớp 5. Năm học 2022-2023, trường này có tổng cộng 11 học sinh.

## Lịch sử
Từ cuối năm 1987, tình hình khu vực quần đảo Trường Sa trở nên căng thẳng, Trung Quốc đưa nhiều tàu chiến đến hoạt động trong khu vực quần đảo, có ý đồ chiếm đóng một số bãi san hô. Hải quân Việt Nam mở chiến dịch CQ-88, tổ chức lực lượng, phương tiện đóng giữ thêm một số đảo, bãi đá ở Trường Sa.
Ngày 2 tháng 12 năm 1987, tàu HQ-604 của Lữ đoàn 125 đưa các lực lượng hải quân đánh bộ và công binh cùng vật liệu đến xây nhà cấp 3 ở đảo Đá Tây.
Cuối tháng 11 năm 1987, khu nhà ở và nhà trực canh đã hoàn thành. Đơn vị chốt giữ Đá Tây lập tức tổ chức canh gác, bảo vệ đảo.

## Hình ảnh

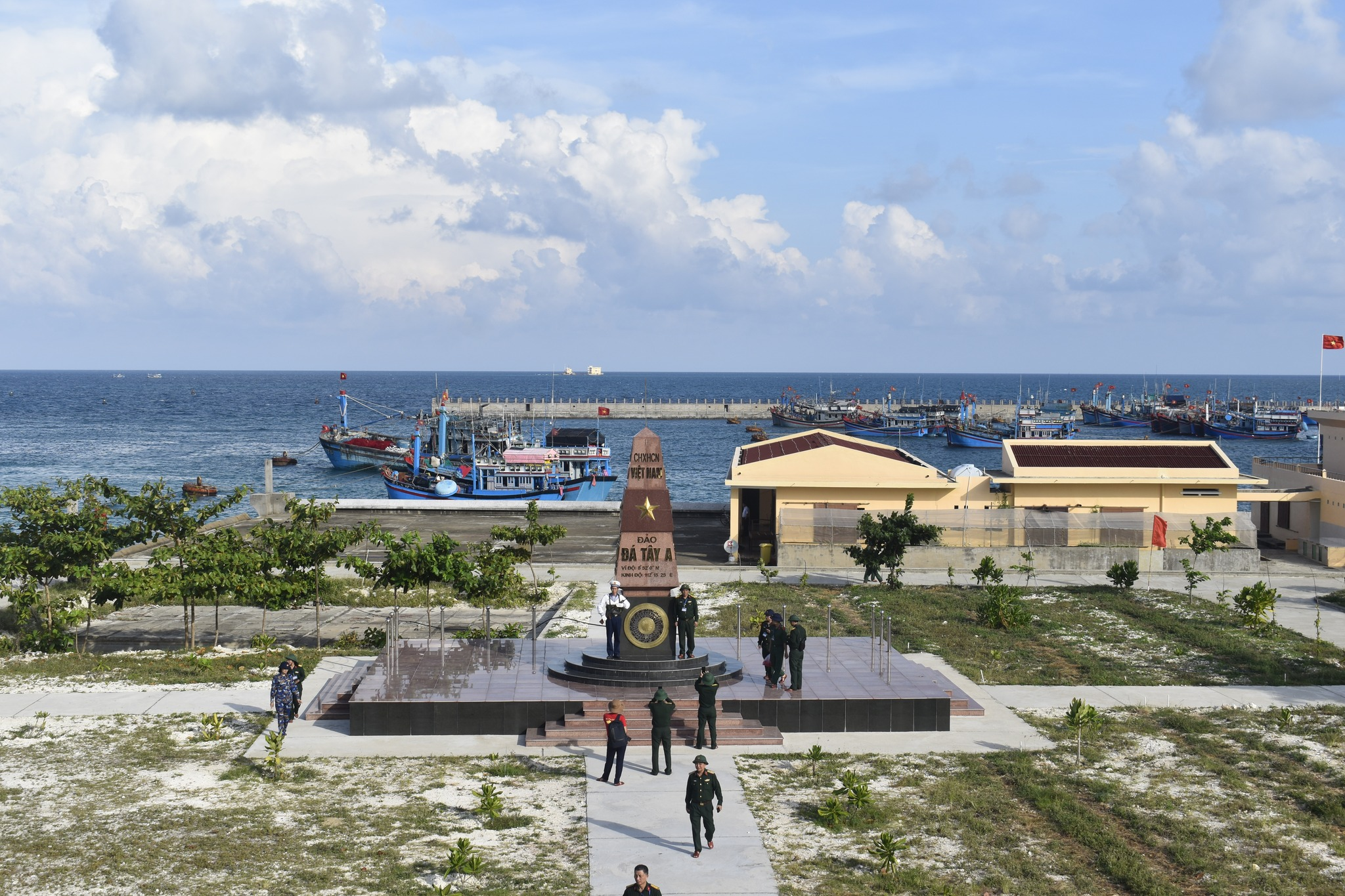
Cột mốc chủ quyền đảo Đá Tây A nhìn từ trên cao. Có thể thấy đảo Đá Tây C ở phía chân trời.